# Venus Bay
Venus Bay – miasto w Australii, w stanie Wiktoria.